# Diconocara
Diconocara is een geslacht van vliesvleugeligen uit de familie Pteromalidae. De wetenschappelijke naam van dit geslacht is voor het eerst geldig gepubliceerd in 1986 door Dzhanokmen.

## Soorten
Het geslacht Diconocara is monotypisch en omvat slechts de volgende soort:
- Diconocara petiolata Dzhanokmen, 1986